# Medicine (Harry Styles-dal)
A Medicine Harry Styles angol énekes egyik ki nem adott dala. Először 2018. március 11-én adta elő a Harry Styles: Live on Tour turné bázeli állomásán Svájcban. A számot Tyler Johnsonnal, Mitch Rowlanddel és Alex Salibannel szerezte, eredetileg debütáló albumán szerepelt volna, de végül nem kapott helyet a lemezen, mert Styles szerint túl hasonló volt annak másik dalaihoz. Az énekes azt nyilatkozta, hogy azért nem szerepelt se a Fine Line, se a Harry’s House albumokon, mert ugyan „nagyon jó koncerteken előadni,” zenéje hangzásilag már nem ugyanott tart, mint az első lemez megjelenésekor. Ennek ellenére kijelentette, hogy nem kizárt, hogy a dal valamikor megjelenjen.
2022. április 20-án kiszivárgott a dal stúdióverziója.

## Téma és dalszöveg
A Medicine fő témája a szexuális fluiditás és kísérletezés. A „The boys and the girls are in / I mess around with him / And I'm OK with it!” sor kritikusoktól és rajongóktól is egyaránt kérdéseket vetett fel Styles szexualitásával kapcsolatban. A dalt sokan „biszexuális himnusz”-nak nevezték, míg Owen Myers (The Guardian) szerint egy „fontos pillanat biszexuális zenekedvelőknek, akik nincsenek hozzászokva, hogy saját tapasztalataikat arénákat megtöltő popdalokban lássák.” Sok szakértő szerint a dal egyike volt azon számoknak, amik nagy szerepet játszottak abban, hogy a mainstream zenében elfogadott legyen a biszexualitás és a szexuális fluiditás kifejezése. Annie Lord (Dazed) megjegyezte, hogy Styles koncertjein „világoskék és bíbor rózsaszín fényeket” használnak a Medicine közben (ami a queer közösségben biszexuális világításként ismertek), amely színvilágot például Janelle Monáe pánszexuális énekes is használt Make Me Feel című dala videóklipjéban.
Mikor Howard Stern megjegyezte Stylesnak, hogy szerinte sok rajongó úgy érzi, hogy a dal „egy himnusz azon rajongóknak, akik azon gondolkoznak, hogy coming outoljanak.” Erre az énekes azt válaszolta, hogy „Mindenképpen arról szól, hogy van egy tér, ahol emberek elég biztonságban érzik magukat ahhoz, hogy megosszák, legyenek ezek a nagy pillanataik, és megosszák őket egy emberekkel teli szobával.”

## Koncerteken
Styles Bázelben mutatta be a dalt 2018. március 11-én. Ugyan a Harry Styles: Live on Tour turnén gyakran játszotta a dalt, napjainkban már egyre ritkábban hallani. 2021. október 31-én előadta a Medicine-t a Harryween második estéjén, illetve szintén a Coachella második napján. Hallani lehetett a Love On Tour több állomásán is, többek között New Yorkban, Austinban, Chicagóban, Los Angelesben és Brazíliában is. 2024 decemberéig a legutóbbi alkalom, hogy az énekes előadta a dalt Reggio Emilia-i koncertjén volt, 2023. július 22-én.

## Kritika
A dalt méltatták a zenekritikusok. Rob Sheffield (Rolling Stone) azt írta a számról, hogy „perverz, szexőrült, Stones-os rock and roll.” „Egy dal, amiért rajongók gyertyát gyújtanak és imádkoznak,” és Harry Styles pályafutása tizedik legjobb dalának nevezte. Lilly Pace (Billboard) egy „LMBTQ-himnusz”-nak nevezte, ami egy „rajongói kedvenc,” és a Fine Line megjelenése előtt abban reménykedett, hogy szerepelni fog a második albumon. David Lindquist (The Indianapolis Star) szerint egy „nyers erejű óda arról, ahogy átadjuk magunkat az élvezetnek.”